# Titus Pomponius Bassus

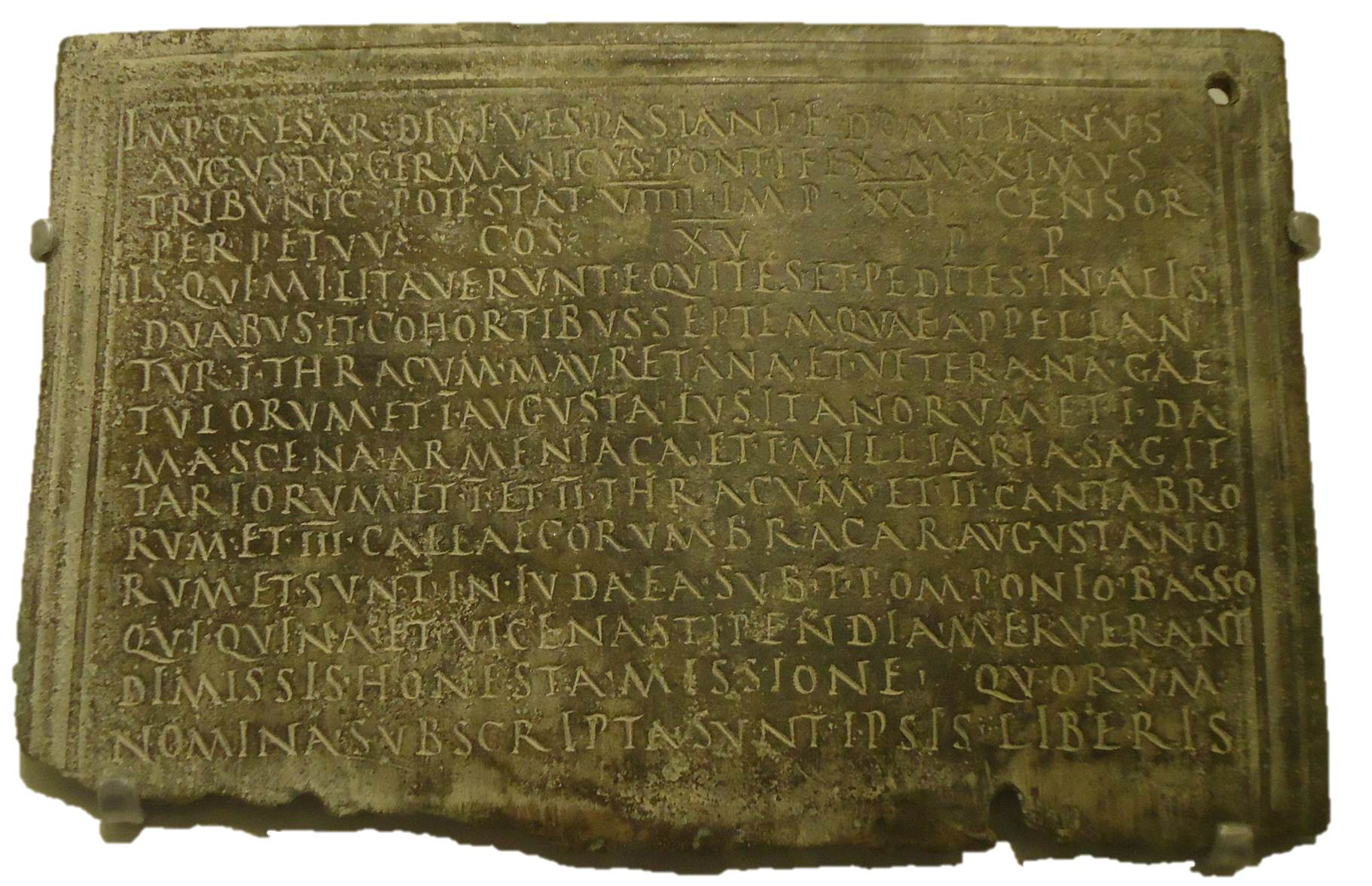
Das Militärdiplom des Jahres 90

Titus Pomponius Bassus war ein im 1. und 2. Jahrhundert n. Chr. lebender römischer Politiker.
Durch eine Inschrift in griechischer Sprache ist belegt, dass Bassus um 79/80 Legatus des Statthalters der Provinz Asia, Marcus Ulpius Traianus, war. Durch ein Militärdiplom ist belegt, dass Bassus im Jahr 90 Statthalter der Provinz Iudaea war. Zu einem unbestimmten Zeitpunkt zwischen 80 und 90 dürfte er auch noch Kommandeur (Legatus legionis) einer unbekannten Legion gewesen sein.
Durch die Fasti Ostienses und zwei weitere Diplome ist nachgewiesen, dass Bassus im Jahr 94 zusammen mit Lucius Silius Decianus Suffektkonsul war. Von 94 (bzw. 95/96) bis 100 war er Statthalter (Legatus Augusti pro praetore) der Provinz Galatia et Cappadocia, wo er durch zahlreiche Inschriften auf römischen Meilensteinen, Münzen sowie durch ein weiteres Diplom belegt ist.
Für das Jahr 101 ist er durch eine Inschrift als Curator der alimenta in Italien nachgewiesen. Im selben Jahr wurde er zum Patron von Ferentinum gewählt, was durch eine weitere Inschrift belegt ist. Darüber hinaus ist einer der Plinius-Briefe (Ep. IV, 23) an ihn adressiert.
Lucius Pomponius Bassus, Suffektkonsul im Jahr 118, war möglicherweise sein Sohn.